# 고기구이

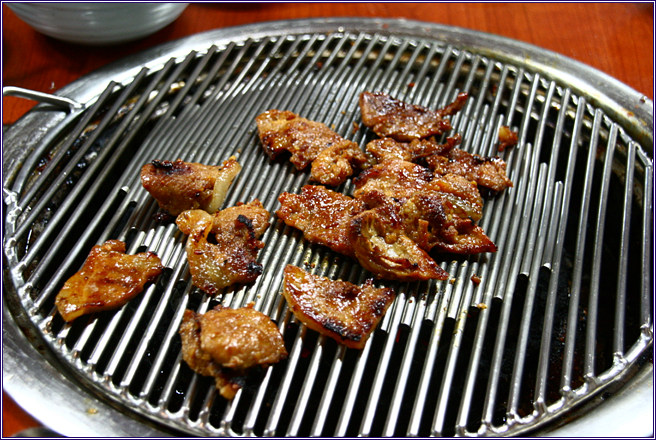
고기구이

한국에서 고기구이는 돼지고기, 쇠고기, 닭고기 등을 불에 구운 고기 요리를 두루 일컫는다. 고기구이는 가장 잘 알려져 있는 한국 요리들 가운데 하나이며, 해외에서는 한국식 바비큐(Korean BBQ)라고도 불린다.
고기구이 중 가장 잘 알려진 형태는 소의 갈빗대를 이루는 갈비구이와 불고기다. 그러나 고기구이는 그 안에서 수많은 종류의 요리가 존재하며 몇 가지 분류로 나눌 수 있다.
한국식 고기구이는 한국 바깥의 여러 나라에도 잘 알려져 있다. 한국 식당에서 고기구이는 직원들이 불판으로 요리하거나 손님이 직접 구워 먹는다.

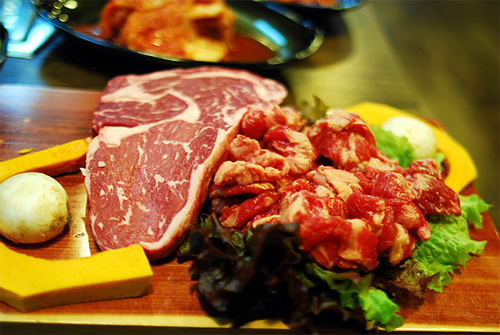
한국식 고기구이용 고기.

## 종류
| 고기     | 양념 절임 | 양념 절임 안 함 |
| -------- | --- | --- |
| 쇠고기   | - 갈비: 쇠갈비를 참기름, 간장, 마늘 등의 양념에 재었다가 구워먹는 대표적인 고기구이. - 불고기: 쇠고기를 양념에 재었다가 불에 구워먹는 한국의 대표 고기구이. - 주물럭: 참기름 등 여러 양념으로 버무려 구워먹는 고기구이. | - 차돌박이: 얇게 썰어 구워먹는 가슴 부위의 고기로 기름지며 식감이 쫄깃하다. - 등심구이: 일반적으로 잘 알려진 구이용 부위로 불판에서 굽거나 스테이크로 요리한다. - 안심구이: 희소한 부위로 부드러운 것이 특징이다. |
| 돼지고기 | - 돼지갈비구이: 돼지갈비를 간장, 마늘 등을 넣은 양념에 재었다가 구워먹는 고기구이. - 목살양념구이 - 돼지불고기 - 돼지주물럭 - 고추장삼겹살 - 된장박이                                                                   | - 삼겹살구이 - 소금구이: 돼지고기를 재우지 않고 소금간만 하여 구운 것. |
| 닭고기   | - 닭갈비: 닭고기 정육을 고추장 양념에 재었다가 불에 구운 요리. | - 닭구이 |

## 양념에 절인 고기구이

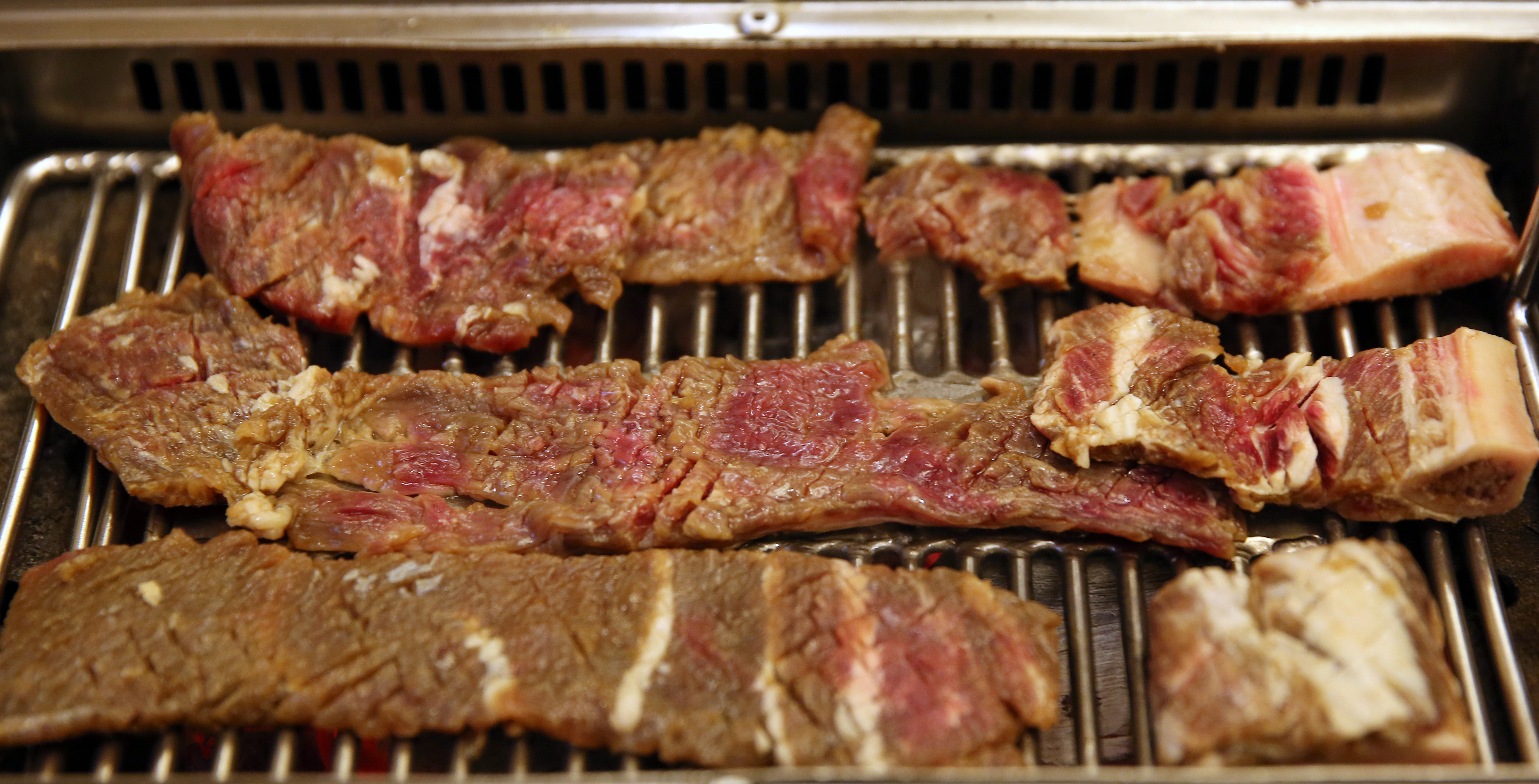
갈비구이

갈비는 한국의 고기구이 가운데 가장 잘 알려져 있는 종류이다. 물, 마늘, 설탕, 간장, 다진 양파가 들어간 양념으로 절인다. 숯과 함께 구울 때에 최고의 맛이 난다는 믿음이 전해져 내려온다. 주물럭은 참기름, 소금, 후추로 양념한 고기요리이다. 양념에 절이지 않은 고기구이와 거의 비슷하며 스테이크같이 즙이 많은 구조를 가지고 있다는 점이 다른 종류의 고기와 구분되는 점이다. 불고기 또한 한국에서 잘 알려진 고기구이이다. 서울식 불고기는 석쇠 위에 굽지 않고 팬으로 요리한다.

## 양념에 절이지 않은 고기구이

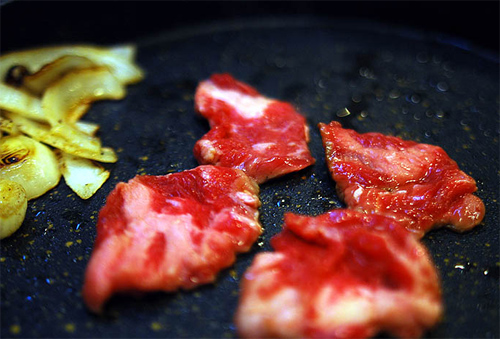
갈비살

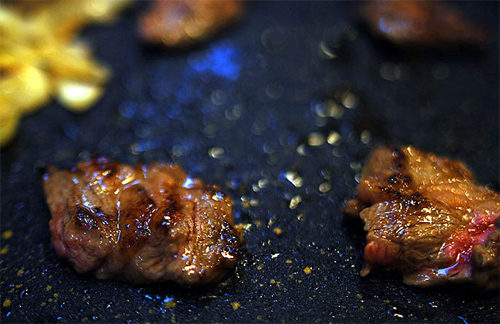
갈비살

차돌박이는 소의 가슴 부위 고기로 얇게 썰어 구워먹는다. 매우 얇아서 데워진 팬에 놓자마자 얼마 안 되어 요리된다. 이 요리는 불판 위에 굽지 않고 팬 위에 굽는다.
삼겹살은 서양의 베이컨과 달리 기본적으로 소금에 절이지 않고 굽는다. 비계 부분이 많고 부드럽다. 한국에서 삼겹살은 상대적으로 저렴한 돼지고기 가격 때문에 서민 음식으로 알려져 있다.
등심, 갈비살도 양념에 절이지 않은 한국식 고기구이로 잘 알려져 있다.

## 고기구이와 함께 대접하는 반찬
고기구이에는 다양한 밑반찬이 함께 나온다. 이를테면 파절이, 상추, 오이를 들 수 있다. 대한민국에서는 고기를 상추에 파절이, 쌈장(된장과 고추장을 섞은 것)과 함께 싸서 먹는 것이 일반적이다.

## 같이 보기
- 갈비
- 불고기
- 바비큐
- 아사도

## 참조
1. ↑  쇠고기 갈비는 보통 갈비라고 줄여 부르지만, 갈비의 경우 돼지고기의 갈빗대나 닭고기를 이용하는 경우도 있다.

- “구이”. 두산세계대백과사전. 2008년 3월 20일에 원본 문서에서 보존된 문서. 2008년 3월 15일에 확인함.
- “구이”. 엠파스/한국민족문화대백과사전. 2008년 3월 15일에 확인함.
- “구이”. 엠파스/브리태니커 백과사전. 2008년 3월 15일에 확인함.